# NGC 1050
NGC 1050 (другие обозначения — UGC 2178, IRAS02395+3433, MCG 6-6-78, KUG 0239+345, ZWG 523.92, KARA 116, ZWG 524.1, PGC 10257) — спиральная галактика с перемычкой (SBa) в созвездии Персей.
Этот объект входит в число перечисленных в оригинальной редакции «Нового общего каталога».
Галактика обладает активным ядром и относится к сейфертовским галактикам типа II.